# Galerija
Galerija (francuski: galerie) u arhitekturi je duga i uska prostorija, često s visokim stropom, u funkciji stanovanja ili prometa. Ona se izvorno, od drevne istočnjačke arhitekture, sastoji od niza lukova u zgradama. 
Početni model galerije koristio se u sakralnoj arhitekturi: nalazile su se iznad bočnih brodova crkava bazilikalnoga tipa, bile su otvorene prema glavnome brodu i nazivale su se empore. Duge galerije su bile jako popularne u 19. stoljeću i gradile su se na katu privatnih kuća cijelom duljinom pročelja, poput hodnika koji je povezivao sve prostorije, dok je s druge strane imao niz prozora (npr. u Palači Uffizi u Firenci). Imale su višestruku ulogu za zabavu gostiju, tjelovježbu hodanja kada vrijeme nije dozvoljavalo izlazak, te kao izložbeno mjesto raznih umjetnina. Danas se nalaze u mnogim javnim zgradama većih veličina (crkve, kazališta, poslovne zgrade, knjižnice, tržni centri, itd.).
Kako je u hrvatski jezik ovaj pojam došao kao naziv za izložbene galerije u kojima su se na zidovima dugih prostorija, obično drugom stranom otvorena velikim prozorima (npr. Galerija ogledala Versajske palače) izlagala umjetnička djela, galerija je postala sinonim za umjetničku galeriju.